# Scortum
Scortum is een geslacht van straalvinnige vissen uit de familie van tijgerbaarzen (Terapontidae).

## Soorten
- Scortum hillii (Castelnau, 1878)
- Scortum barcoo (McCulloch & Waite, 1917)
- Scortum neili Allen, Larson & Midgley, 1993
- Scortum parviceps (Macleay, 1883)